# 漢堡天文台
漢堡天文台（Hamburger Sternwarte）是位於德國北部漢堡市貝格多夫區的天文台。儘管漢堡天文台是由漢堡市於1825年創建的，並於1912年遷至現址，但自1968年起由德國漢堡大學擁有和經營。漢堡天文台曾經營過位於貝格多夫、漢堡之前的兩個地點以及世界各地其他天文台的望遠鏡，也支援太空任務。
1924年10月23日，德國天文學家沃爾特·巴德在漢堡貝爾格多夫天文台發現了最大的近地天體。這顆小行星1036，直徑約20英里（35公里）。
漢堡1公尺反射望遠鏡（1911年首次亮相）是當時歐洲最大的望遠鏡之一，也是世界第四大望遠鏡。天文台有一台老式大折射望遠鏡（Großen Refraktor），這是一台帶透鏡的長望遠鏡（口徑 60 厘米/~23.6 英寸），鏡筒焦距為 9 米（~10 碼），另外還有一台19世紀的較小的折射望遠鏡保存了下來。漢堡天文台另一個具有歷史意義的物品是第一台也是原始的施密特望遠鏡，這種望遠鏡以其廣角視野而聞名。
漢堡天文台的成就包括，漢堡天文台台長憑藉1852年星表榮獲1854年英國皇家天文學會金質獎章。